# Protestos na Colômbia em 2021
Os protestos colombianos de 2021 foram uma série de protestos na Colômbia que tiveram início em 28 de abril de 2021 contra o aumento de impostos, pela renda básica universal e contra a reforma da saúde (Projeto de Lei 010), proposta pelo governo do presidente da Colômbia, Iván Duque Márquez. Foram um total de 12.288 atividades ou atos de protesto, dos quais 6.218 concentrações, 2.281 marchas, 3.144 bloqueios, 620 mobilizações e 25 assembleias nos 32 departamentos do país, em 862 municípios e no Distrito Capital de Bogotá.
Embora os tribunais tenham antecipado que os protestos seriam generalizados e, como resultado, tenham anulado todas as licenças existentes com medo de uma maior disseminação do COVID-19, os protestos começaram em 28 de abril. Em grandes cidades como Bogotá e Cali, milhares a dezenas de milhares de manifestantes foram às ruas, em alguns casos entrando em confronto com as autoridades, resultando em pelo menos seis mortes. Os protestos continuariam a crescer nos dias seguintes e, em meio às promessas do presidente de reformular seu plano tributário, chegaram ao auge em 1 de maio, Dia Internacional do Trabalhador . Em 2 de maio, o presidente Duque declarou que retiraria totalmente seu então plano tributário, embora nenhum novo plano concreto tenha sido anunciado e os protestos continuassem. O Escritório do Alto Comissariado das Nações Unidas para os Direitos Humanos e a Human Rights Watch notou abusos cometidos pela polícia contra os manifestantes, enquanto o ex-presidente Álvaro Uribe Vélez exortou o povo a mostrar solidariedade para com a polícia e os soldados.

## Antecedentes
Em abril de 2021, o presidente Iván Duque propôs um aumento de impostos em um momento em que a pandemia de COVID-19 na Colômbia estava começando a piorar com a falência de vários sistemas de saúde em todo o país.
O Ingreso Solidario, um programa social de renda básica universal introduzido pelo governo Duque durante a pandemia, já havia fornecido na época treze pagamentos mensais de cerca de US $ 43 para populações de baixa renda desde abril de 2020.  Três milhões dos cerca de cinquenta milhões de colombianos eram elegíveis para pagamentos do Ingreso Solidario, sendo o programa em uma escala menor quando comparado a outros países latino-americanos.  De acordo com Merike Blofield, diretora do Instituto Alemão de Estudos Globais e de Área da divisão latino-americana, “Em comparação com outros países da região, a cobertura que o Ingreso Solidario oferece é extremamente fraca ... Para os 3 milhões de pessoas que o receberam, certamente fez a diferença. Mas havia cinco vezes mais famílias que precisavam disso".

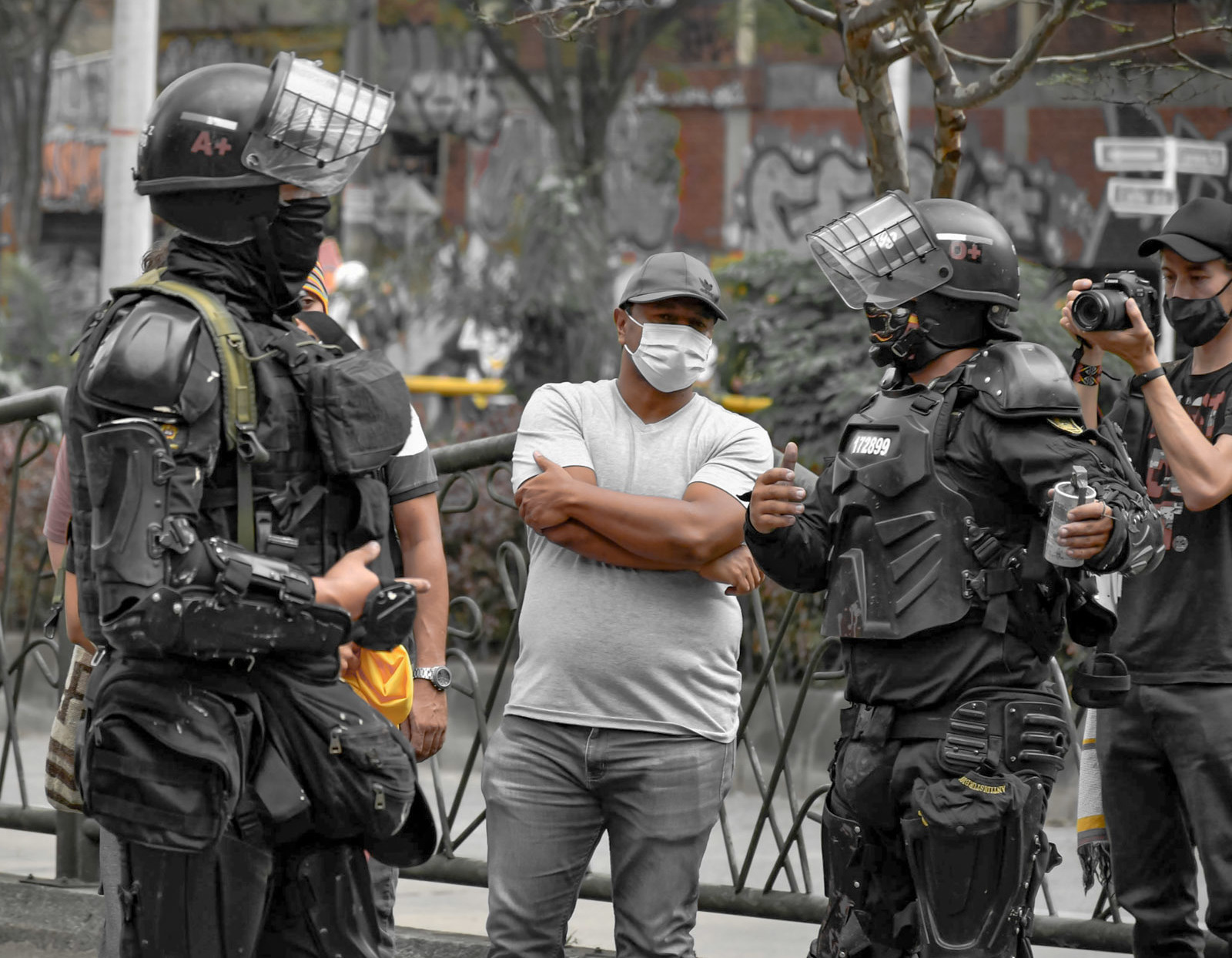
Um manifestante falando com membros do Mobile Anti-Disturbance Squadron

O aumento de impostos foi apresentado como uma forma de fornecer US$ 4,8 bilhões para o Ingreso Solidario. O governo Duque, argumentou que buscava expandir o programa para incluir mais 1,7 milhão de pessoas e estabelecer um programa de renda básica permanente, e por isso optou por buscar uma reforma tributária para o financiamento. Porém, também o governo anunciou que compraria aviões de guerra, e alémː o ministro da Fazenda afirmou que só tinham em caixa dinheiro pra seis a sete semanas.|
As reformas tributárias de Duque incluíram a expansão dos impostos de valor agregado sobre mais produtos, como alimentos e serviços públicos, o acréscimo de alguns trabalhadores da classe média em uma faixa tributária mais alta e a remoção de várias isenções de imposto de renda.
Um polêmico projeto de lei, o Projeto de Lei 010, propunha reformar o sistema de saúde na Colômbia tornando o sistema mais privatizado. Os planos para mudar drasticamente o sistema de saúde colombiano em meio à pandemia, assim como o método do projeto de lei - por meio de uma comissão especial na Câmara dos Deputados que não exigia debate no Congresso - também alimentaram o descontentamento entre os colombianos.
Os colombianos - experimentando simultaneamente o terceiro maior número de mortes por COVID-19 na América Latina, o pior desempenho econômico em cinquenta anos com um produto interno bruto diminuindo 6,8 por cento em 2020 e uma taxa de desemprego de quatorze por cento - se irritaram com o aumento de impostos proposto e organizaram uma greve trabalhista nacional semelhante aos protestos de 2019. Além das reformas tributária e de saúde, os organizadores da greve exigiram uma renda básica universal no nível do salário mínimo nacional, apoio adicional para pequenas empresas e a proibição do uso de herbicidas à base de glifosato, incluindo outros pedidos.

## Linha do tempo

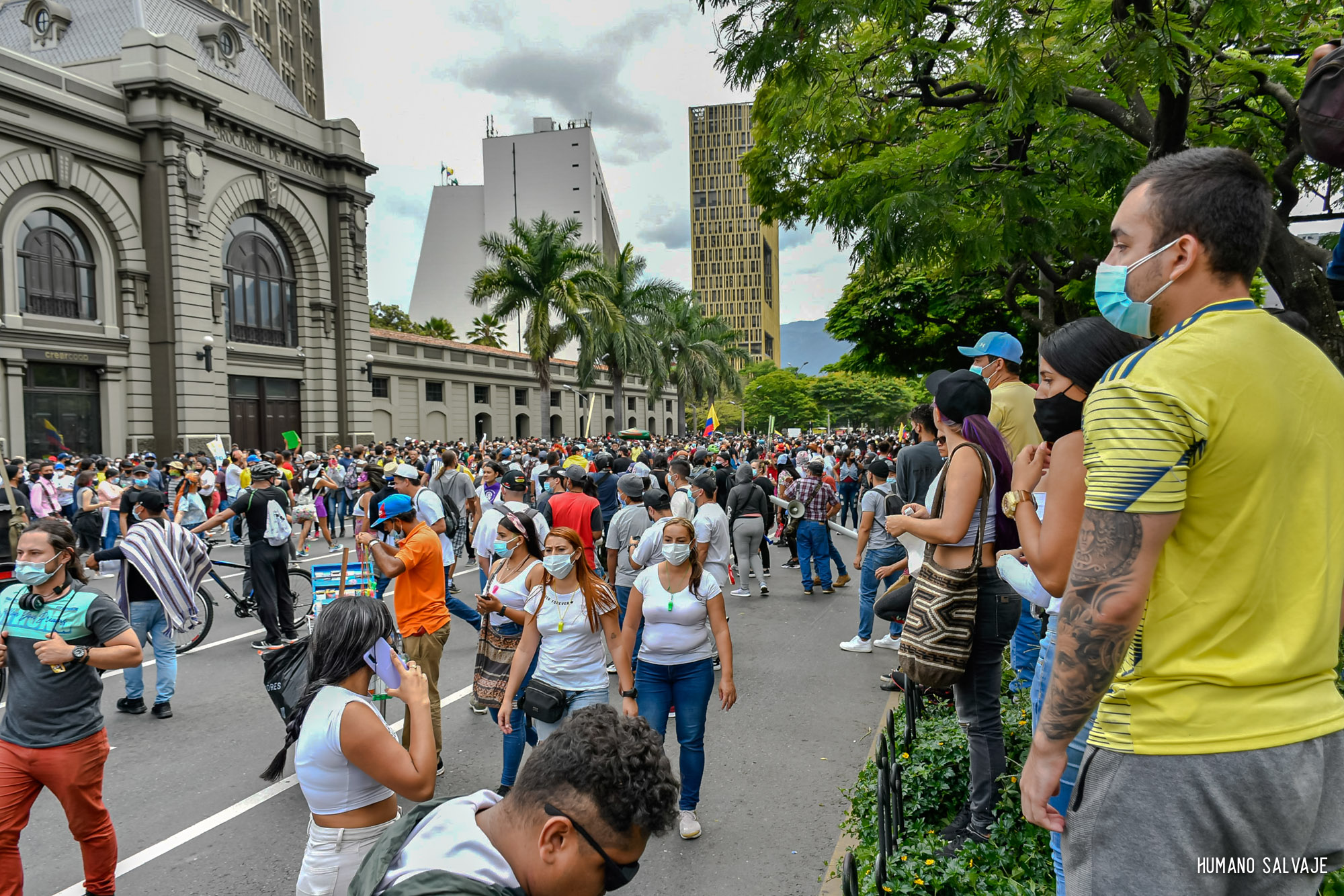
Manifestantes em Medellín em 28 de abril de 2021

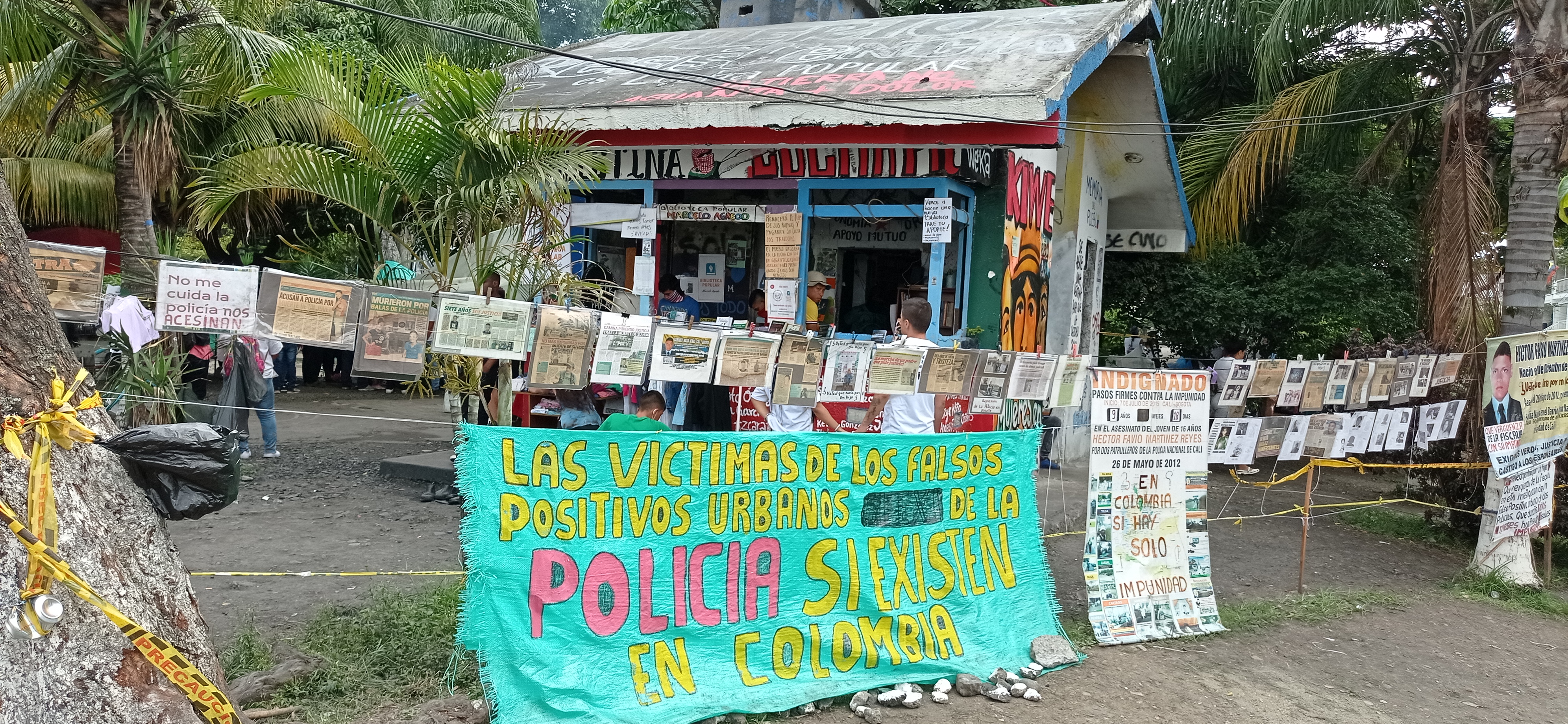
Puerto Resistencia, Cali, 14 de junho de 2021.

Em preparação para os protestos, a juíza Nelly Yolanda Villamizar de Peñaranda, do Tribunal Administrativo de Cundinamarca, decidiu em 27 de abril anular as permissões para manifestações em cidades de todo o país, proibindo manifestações públicas por riscos à saúde relacionados ao COVID-19. Cidadãos descontentes, no entanto, ignoraram as proibições públicas de protestos.
Dezenas de milhares de manifestantes começaram a se manifestar em 28 de abril de 2021, com fortes protestos ocorrendo em Cáli, onde a estátua do conquistador espanhol Sebastián de Belalcázar foi derrubada pela segunda vez pelos manifestantes de Misak. Em Bogotá, dezenas de milhares de protestos e confrontos com as autoridades começaram no final do dia, com quatro mil manifestantes mantendo suas atividades durante a noite.  Dois foram mortos no primeiro dia de protestos.
A presença policial aumentou em 29 de abril, quando o general Eliecer Camacho, da Polícia Metropolitana de Bogotá, anunciou que 5.800 policiais seriam destacados durante as manifestações. Algumas estações TransMilenio também foram fechadas antes de novos protestos, com o governo afirmando que os fechamentos foram devido a danos. O líder da Central Unitária dos Trabalhadores (CUT) descreveu as manifestações de 28 de abril como uma "greve majestosa" e convocou novos protestos em toda a Colômbia. Os protestos em geral foram em menor número em todo o país.
Os protestos continuariam em toda a Colômbia em 30 de abril - especialmente em Cali, Bogotá, Pereira, Ibagué e Medellín - com algumas manifestações ocorrendo também em outras cidades menores.
Embora a maioria dos protestos tenha sido pacíficos, vários atos de vandalismo ocorreram, principalmente em Cali e Bogotá. Em Cali, vários ônibus e estações do sistema de transporte coletivo MIO foram vandalizados e incendiados. A rede MIO foi destruída em 60%. Em Bogotá, algumas pessoas tentaram entrar na sede da RCN Televisión.

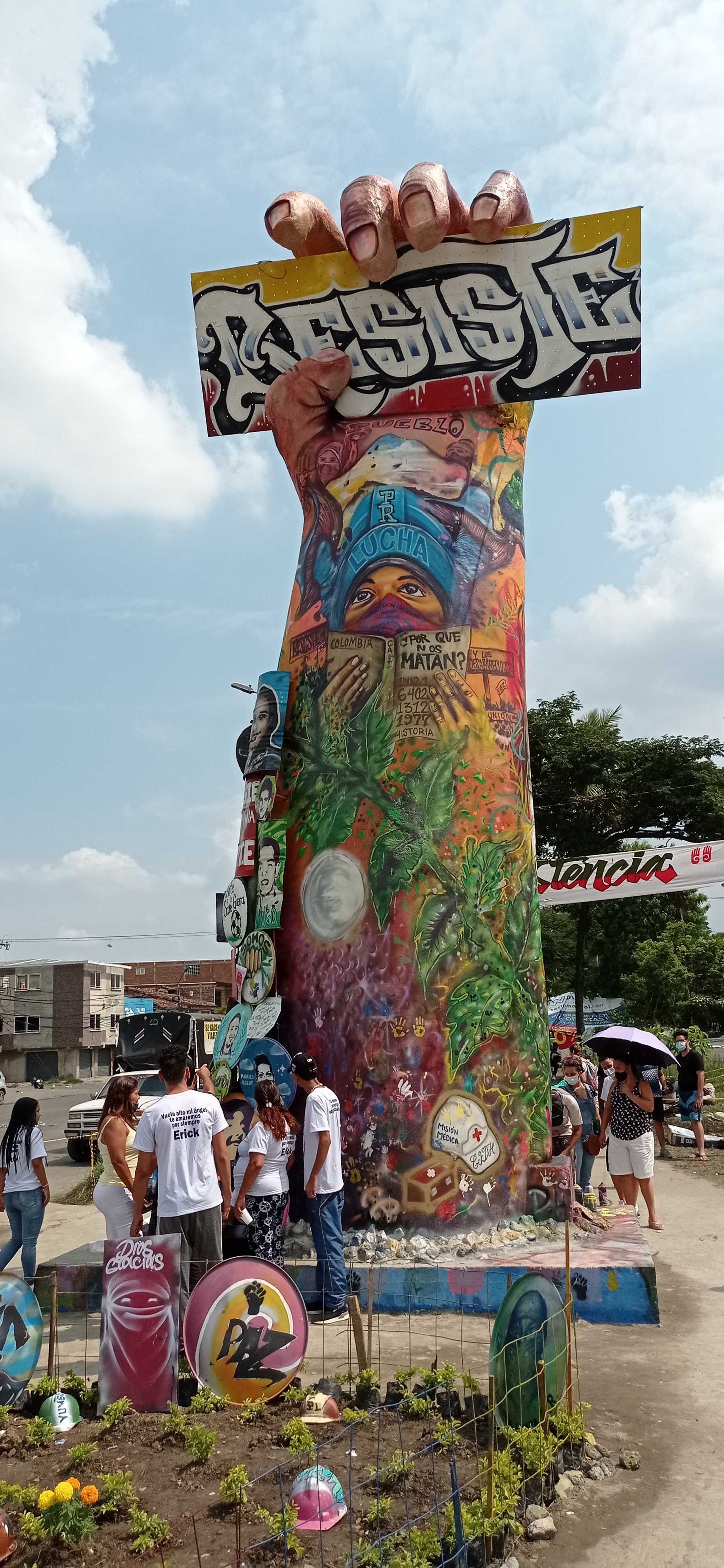
Monumento em Puerto Resistencia, Cali, em homenagem aos manifestantes assassinados.

O presidente Duque primeiro anunciou que não removeria a reforma tributária, embora posteriormente tenha declarado que seu governo consideraria a remoção de algumas das propostas mais polêmicas dos planos de reforma tributária. O Prefeito de Cali, Jorge Iván Ospina, respondeu ao Presidente Duque, afirmando que “Senhor Presidente, a reforma tributária morreu. Não queremos que cause mais mortes. Por favor, retire-a, peço-o em nome do povo de Cali ”. Em preparação para os protestos do Dia dos Trabalhadores, o governo enviou 4.000 soldados e policiais para Cali.
No dia 1 de maio, Dia Internacional do Trabalhador, dezenas de milhares de pessoas protestaram em uma das maiores manifestações durante a onda de protestos, com panelaços em várias cidades. O ministro da Defesa Nacional, Diego Molano Aponte, administrador de empresas, disse em Cali que "segundo informações de inteligência, atos criminosos e terroristas em Cali correspondem a organizações criminosas e terroristas", relacionando os manifestantes a grupos dissidentes das Forças Armadas Revolucionárias da Colômbia (FARC) Durante a noite, o presidente Duque disse durante um discurso que aumentaria o envio de tropas para cidades que sofriam violência.
O presidente Duque anunciou em 2 de maio que estava retirando a reforma tributária, embora afirmasse que ela ainda era necessária. Duque disse que a reforma tributária “não é um capricho, é uma necessidade”. Apesar da eliminação da reforma tributária, mais dias de protestos foram convocados.
O Comitê de Greve Nacional anunciou em 3 de maio que mais um dia de protestos aconteceria em 5 de maio, criticando o governo de Duque por não se reunir com grupos para fazer negociações.
Diferentes comunidades se declararam auto-representadas. Várias comunidades nas cidades mais afetadas pela violência se organizaram de forma autônoma para preparar e distribuir alimentos, realizar murais, eventos artísticos, protestar festas, jornadas educativas sobre as causas e objetivos das manifestações, assembléias e outros espaços de participação. As “Primeiras Linhas” nos Portais de Bogotá e em outras cidades se destacaram nas mobilizações e, em termos de organização, a União das Resistências em Cali e outros comitês que foram reconhecidos como interlocutores por alguns prefeitos e governadores.

## Violência dos protestos

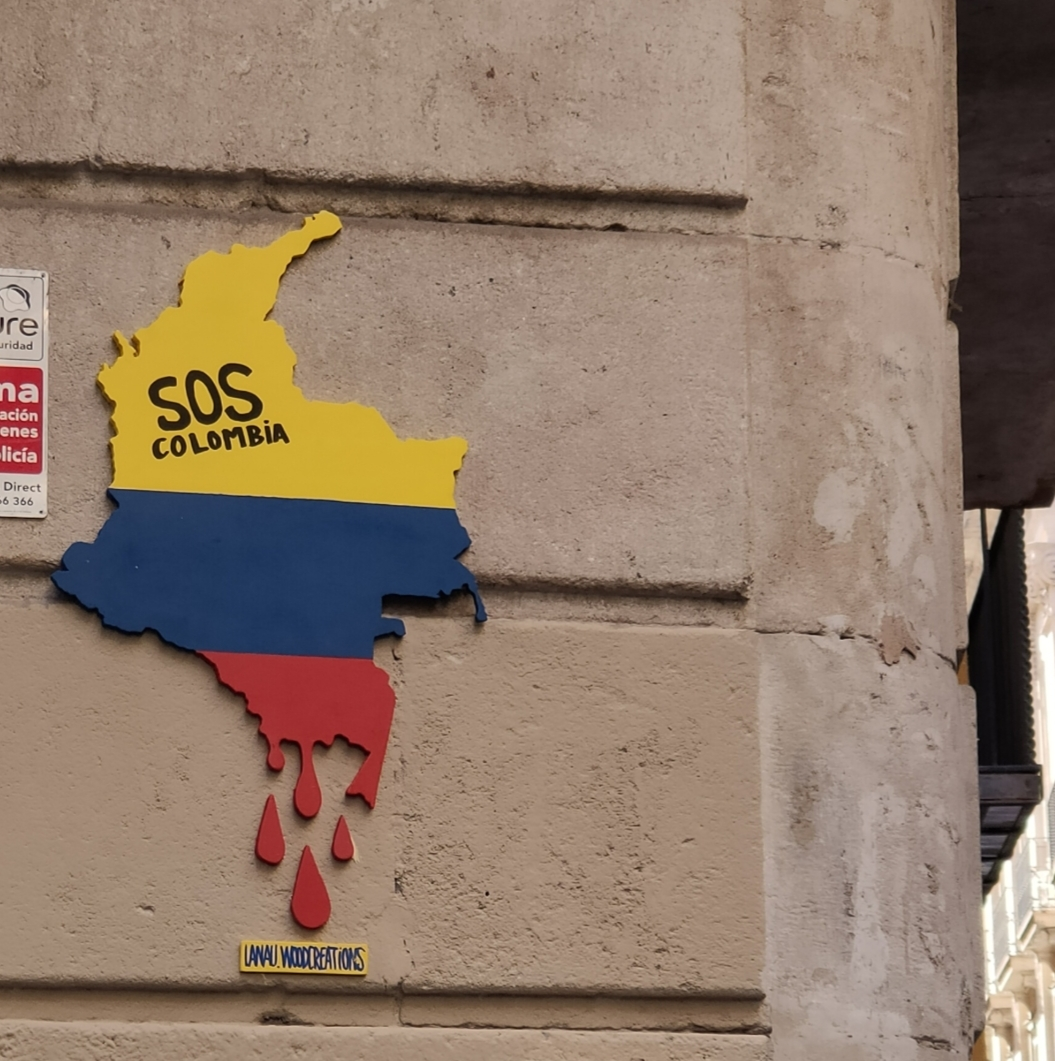
Painel na rua Stiges de Barcelona, 10 de maio de 2021.

No dia 1 de maio, o Provedor de Justiça da Colômbia Carlos Camargo disse que seis morreram nos protestos durante a semana, incluindo cinco civis e um policial, e que 179 civis e 216 policiais ficaram feridos. Grupos de direitos humanos da época forneceram números diferentes, dizendo que pelo menos quatorze pessoas foram mortas durante os protestos. Em 3 de maio, o ombudsman relatou 19 mortes relacionadas aos protestos, enquanto a organização não governamental Temblores relatou 21 mortos e a Federação Colombiana de Trabalhadores da Educação (Fecode), que ajudou a liderar os protestos, relatou 27 mortes .
Grupos disseram que várias violações dos direitos humanos ocorreram durante os protestos, embora o governo Duque negue que tenham ocorrido. A Human Rights Watch disse que recebeu denúncias de abusos cometidos por policiais em Cali. Em 3 de maio de 2021, Fecode relatou 1.089 casos de violência policial, 726 detenções arbitrárias, 27 mortos e 6 atos de violência sexual. No mesmo dia, Temblores relatou 672 detenções arbitrárias e 92 casos de violência policial.

## Cobertura da mídia e uso de mídia social

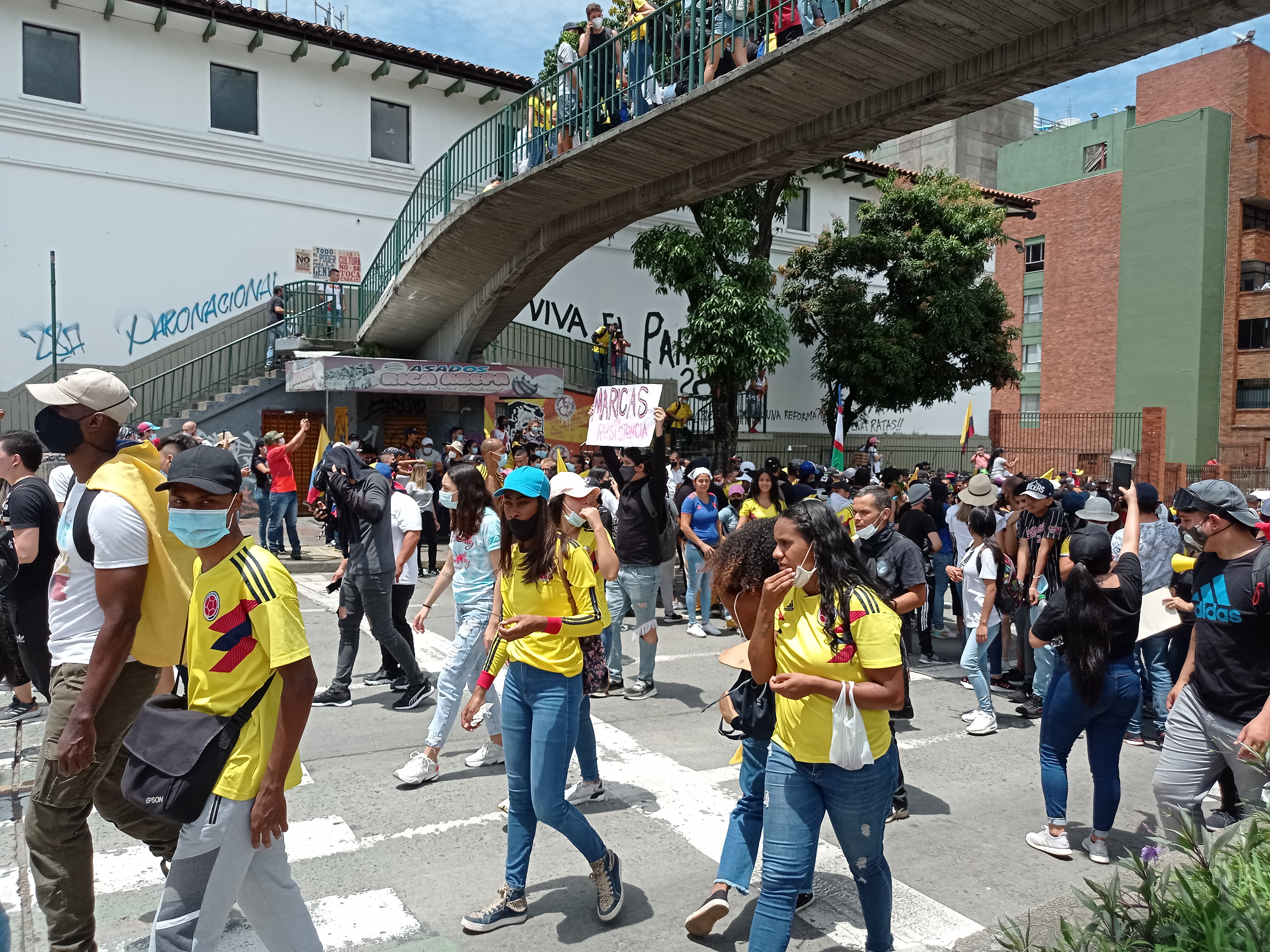
Cali, 1º de maio de 2021.

Vários meios de comunicação e veículos de notícias colombianos noticiaram as manifestações.
Apesar de estarem entre os maiores canais do país, Caracol e RCN têm sido criticados por instilar medo contra protestos e principalmente por mostrar e reportar vandalismo. Os manifestantes tentaram entrar nas instalações da RCN em 28 de abril devido à negatividade em relação ao canal.
No dia 30 de abril, dia em que o Presidente Duque anunciou mudanças na reforma tributária, em sua última transmissão do noticiário noturno, o Noticias RCN exibiu alguns vídeos de manifestantes nas ruas de Cali, enquanto um jornalista dizia: “Com arengas e cantando o hino de Colômbia e a cidade em diferentes pontos, [os Caleños] celebraram o anúncio [de Duque] ”. Por causa disso, a RCN foi criticada por "desinformar" e "mentir" sobre o evento. Alguns meios de comunicação, como o Colombia Check e o La Silla Vacía, constataram que a informação estava incorreta: o telejornal havia tirado as imagens do contexto e adaptado para uma manchete que não correspondia ao que acontecia no local.
Várias pessoas têm usado as redes sociais para convidar pessoas a protestar, bem como para denunciar atos de repressão e ataques de alguns manifestantes e membros da força pública.
No Twitter, #LaVozDeUribeSomosTodos, que começou como uma tendência usada pelos seguidores de Uribe, devido à retirada de um tweet polêmico do ex-presidente Álvaro Uribe, que o Twitter retirou por "glorificar a violência", acabou sendo usado por alguns seguidores de K-pop na Colômbia para publicar conteúdo relacionado a este tipo de gênero musical. Outras tendências do uribismo no Twitter foram ofuscadas por postagens de K-pop.

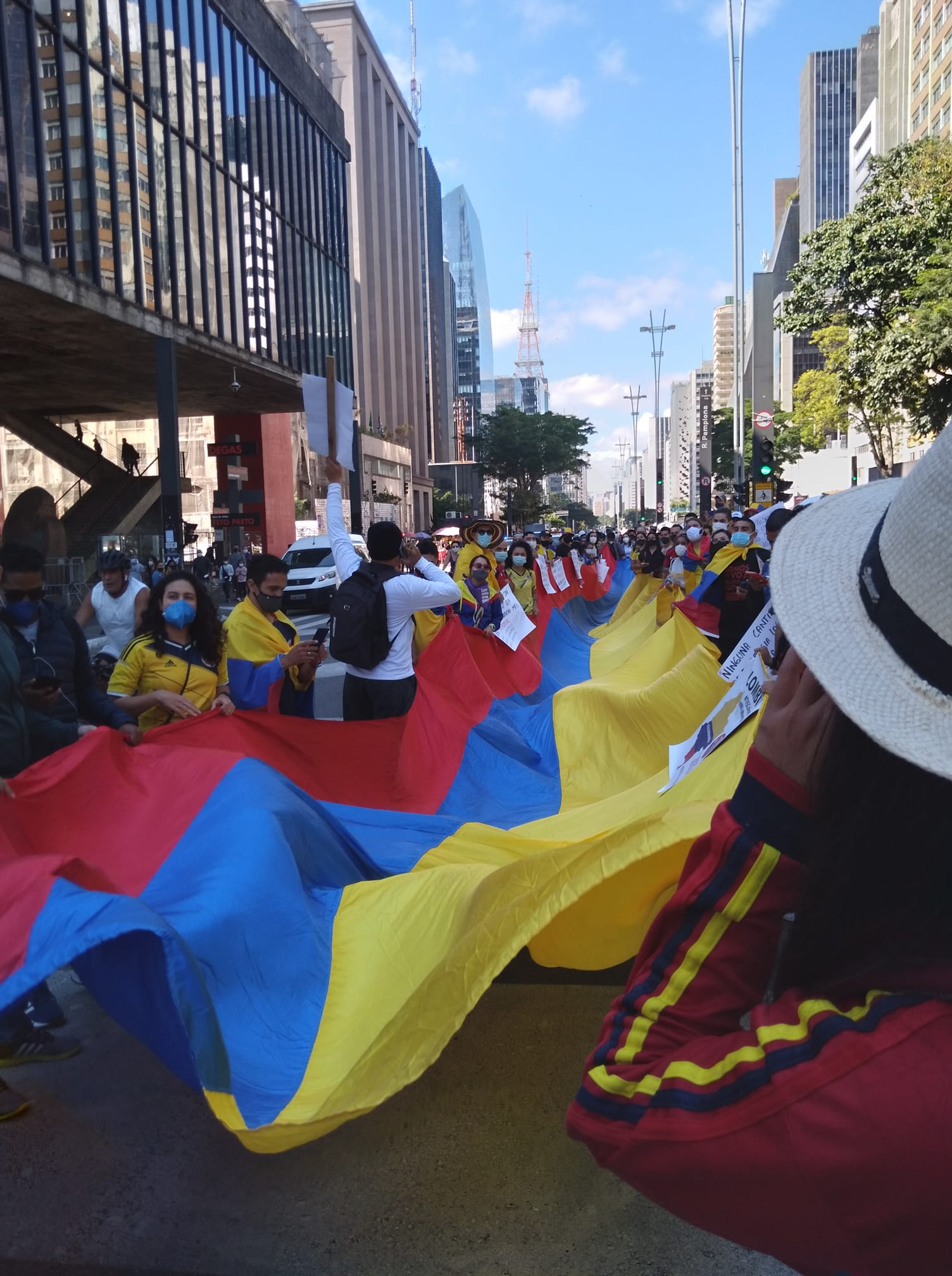
Colombianos na Avenida Paulista, São Paulo, apoiam Greve Nacional, 9 de maio de 2021.

## Reações
O ex-presidente Álvaro Uribe Vélez, um político de direita, tuitou "Vamos apoiar o direito de soldados e policiais de usarem suas armas de fogo para defender sua integridade e defender pessoas e propriedades de atos criminosos de vandalismo terrorista". O Twitter removeu o tuíte, dizendo que era um ato de "glorificar a violência".

## Colombianos no exterior
Os colombianos no exterior se manifestaram massivamente em apoio à Greve Nacional, em Nova Iorque, Londres, Berlim, Paris, Bruxelas, Madrid, Valência, Barcelona, Genebra, Lisboa, São Paulo, Buenos Aires, Santiago do Chile, Quito, San José da Costa Rica, Cidade do Panamá, Cidade do México, Miami e Washington. Outros atos com presença marcante ocorreram em muitas outras cidades do mundo.